# Medelhavsmusöra
Medelhavsmusöra (Myotis punicus) är en fladdermus i familjen läderlappar som främst förekommer i norra Afrika. Populationen listades länge som underart eller synonym till litet musöra (Myotis blythii) och sedan början av 2000-talet godkänns den som art.

## Utseende
Arten har allmänt samma kroppsform som större musöra eller litet musöra. Den är oftast större än dessa arter. Kroppen är på ovansidan täckt av yvig brun päls. På undersidan finns vitaktig päls och den är avskild genom en tydlig gräns. Underarmarna är hos Medelhavsmusöra ungefär lika långa som hos större musöra (56 till 62,4 mm). Öronen är 26,1 till 29,0 mm långa och 14,7 till 17,9 mm breda och jämförd med huvudets storlek störst inom släktet Myotis. Artens tragus i örat har ingen svart spets vad som skiljer den från större musöra.

## Utbredning
Denna fladdermus förekommer med en större population från norra Marocko över Algeriet till norra Tunisien samt med en mindre avskild population i nordvästra Libyen. Medelhavsmusöra är även känt från Malta, Korsika och Sardinien. Habitatet varierar mellan skogar, odlade områden och halvöknar.

## Ekologi
Individerna vilar i grottor eller i underjordiska gömställen som skapades av människor. De bildar vanligen stora kolonier med cirka 300 till 500 medlemmar och ibland registreras kolonier med upp till 10 000 exemplar. Medelhavsmusöra jagar olika insekter som nattfjärilar, skalbaggar, gräshoppor och syrsor som den fångar under flyget eller plockar från marken eller växtligheten.

## Status
I Afrika är ödeläggelser i grottorna vanligt förekommande vad som påverkar fladdermusens bestånd. Medelhavsmusöra fångas dessutom för några kroppsdelars skull som ska ha läkande egenskaper. IUCN kan inte avgöra hur allvarliga hoten är och listar arten med kunskapsbrist (DD).